# Gołoty (województwo kujawsko-pomorskie)
Gołoty – wieś w Polsce położona w województwie kujawsko-pomorskim, w powiecie chełmińskim, w gminie Unisław.

## Podział administracyjny
| SIMC    | Nazwa       | Rodzaj    |
| ------- | ----------- | --------- |
| 1028650 | Wybudowanie | część wsi |

W latach 1939–1945 położona była w okręgu Rzeszy Gdańsk-Prusy Zachodnie, w rejencji bydgoskiej (Regierungsbezirk Bromberg), w powiecie Chełmno (Kreis Kulm).
W latach 1975–1998 miejscowość administracyjnie należała do województwa toruńskiego.

## Demografia
Według Narodowego Spisu Powszechnego (III 2011 r.) wieś liczyła 229 mieszkańców. Jest siódmą co do wielkości miejscowością gminy Unisław.

## Historia wsi
Nie wiadomo dokładnie, skąd pochodzi nazwa miejscowości. Sama nazwa, po raz pierwszy w dokumentach, pojawiła się w latach 1423-1424. Prawdopodobnie pochodzi od statusu majątkowego pierwszych mieszkańców miejscowości lub też od nazwiska właścicieli wsi od 1570 roku (wówczas Gołoty należały do braci Michała i Wojciecha Gołockich). W czasach krzyżackich wieś była własnością rycerską, która podlegała administracyjnie komturii unisławskiej. Od 1922 roku okoliczne dobra przeszły do rąk Adolfa Bentheima.
W latach 1939 - 1942 dotychczasową nazwą wsi było Golotty, lecz po przeprowadzonej zamianie nazw miejscowości w Okręgu Rzeszy Gdańsk-Prusy Zachodnie, w latach 1942 - 1945 nazywała się Güldenberg.